# Tempietto van San Pietro in Montorio
Het Tempietto van San Pietro in Montorio is een cilindervormig kerkje op de binnenplaats van de San Pietro in Montorio-kerk in Rome, gebouwd door Donato Bramante in het begin van de zestiende eeuw. Het wordt beschouwd als het gebouw dat de Hoge Renaissance in de architectuur inluidde. De San Pietro in Montorio is de titelkerk van de Amerikaanse kardinaal James Francis Stafford.

## Beschrijving
Tijdens de bouw van de Santa Maria della Pace (voltooid in 1504) kreeg Bramante de opdracht van de Spaanse koning Ferdinand en koningin Isabella om een kerk te bouwen ter nagedachtenis aan de kruisiging van Petrus, een van de apostelen en de eerste paus. Dit maakt hem vooral voor Rome een belangrijke heilige.
Het bouwwerk zou komen te staan op de plek waar Petrus gekruisigd werd (in die tijd werden vele christenen vervolgd), bij de kerk van San Pietro in Montorio op de top van de Janiculum. Volgens bronnen uit de vijftiende eeuw stond hier eerder ook al een kapel, waarvan toentertijd alleen nog twee zuilen en een altaar over waren. Bramante bouwde een klein cilindervormig kerkje, waarmee hij teruggreep op het voorbeeld van oude Romeinse tempels. Het bouwwerk kreeg dan ook al gauw de naam Tempietto, wat ‘tempeltje’ betekent. Het is ongeveer dertien meter hoog.
De ronde vorm is een perfecte toepassing van centraalbouw, een manier van bouwen waarbij om een centraal punt heen wordt gebouwd. Deze keuze past in de traditie van de vroegchristelijke martyria, herdenkingsgebouwen voor martelaars, die bijna altijd centraal georiënteerd waren. Hiervan zijn alleen nog voorbeelden te vinden in afbeeldingen. Ook straalt het bouwwerk door de cirkelvorm rust en symmetrie uit, iets wat in de renaissance erg belangrijk was. Bramante zou beïnvloed kunnen zijn door de tekeningen van tijdgenoot Leonardo da Vinci, die zijn ontwerpen voor kerken bijna altijd gecentraliseerd maakte.

## Vorm

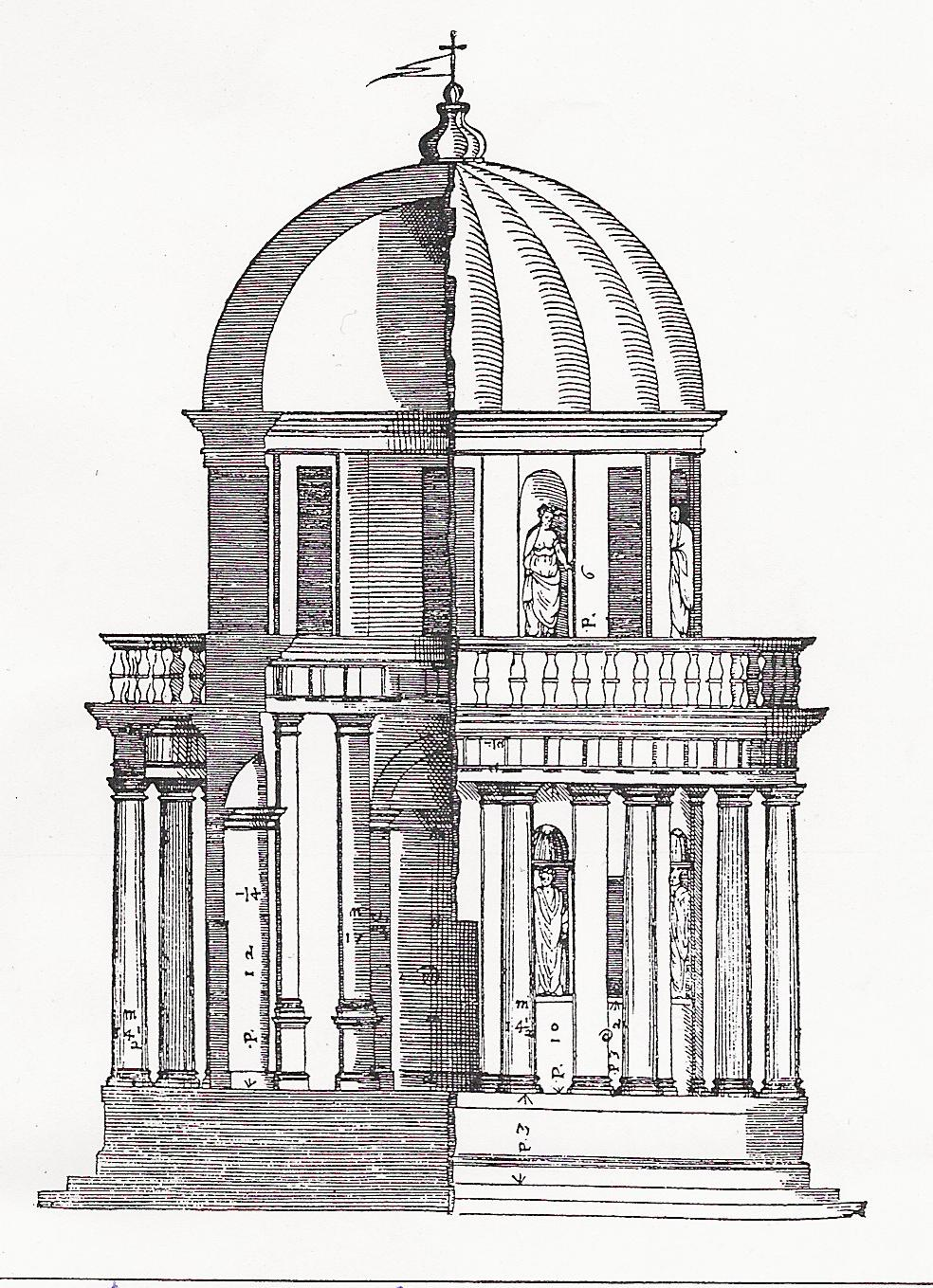
Doorsnede vooraanzicht. Houtsnede door Palladio, uit I quattri libri dell’architettura (1570)

Het Tempietto voldoet min of meer aan de beschrijving van peripteroi (centrale ruimten, symmetrisch omgeven door tempelmuren en tempelzuilen) die Vitruvius in De architectura gaf. Deze verhandeling, geschreven rond 25 voor Christus, werd in de renaissance herontdekt en was een belangrijke bron voor degenen die de klassieke architectuur wilden navolgen. Ook Bramante zal hier dankbaar gebruik van hebben gemaakt.
De trap om het tempeltje heen staat weliswaar niet in Vitruvius’ beschrijving, maar de twee laatste traptreden en de stylobaat (de verhoogde vloer waar de zuilen op staan) wel. Bij Romeinse peripteroi was alleen voor de ingang een trap.
Boven op de stylobaat staat de cella, het deel van de tempel waar in de oudheid het beeld van de vereerde god stond en waar nu, in de christelijke kerk, onder andere het altaar te vinden is. In de cella zou in het midden één deur moeten zijn; het Tempietto heeft echter ook twee zijingangen. Deze zijn waarschijnlijk later toegevoegd.
In de muren van de cella zitten afgewisseld schelpvormige nissen en rechthoekige vensters. In een houtsnede van Palladio staan in tegenstelling tot nu beelden in de nissen, maar het is niet duidelijk of deze er ooit hebben gestaan.
Om de cella heen staan zestien van antieke gebouwen afkomstige Dorische zuilen, die het peristilium vormen. De Dorische is de eenvoudigste van de drie bouwstijlen voor zuilen, zonder een versierd kapiteel (bovenstuk). De keuze voor deze bouworde heeft Bramante ook naar aanleiding van De architectura gemaakt. Vitruvius schreef dat Dorische zuilen bedoeld waren voor krachtige, dappere goden als Minerva, Mars en Hercules, Korinthische voor verfijnde godinnen als Venus, Flora en Proserpina en Ionische voor de andere godheden. Volgens Bramantes interpretatie was de Dorische orde het meest geschikt voor een kerk voor Jezus en ook voor heiligen als Sint Paulus, Sint Pieter en Sint Joris, omdat zij zo’n sterk geloof in Jezus hadden. Deze toepassing van klassieke symbolen op christelijke kerken was revolutionair voor die tijd, en het Tempietto was bovendien de eerste kerk die geheel in Dorische stijl gebouwd was.
Op de zuilen rust het architraaf met daarop het fries, een strook die verdeeld is in trigliefen (stenen met twee gleuven) en metopen, afbeeldingen in reliëf. Hierop worden voorwerpen afgebeeld die bij de heilige mis gebruikt worden en symbolen van Sint Pieter: de sleutels, een kelk en schotel, een wierookvat, een tabernakel en kaarsen. Dit heeft Bramante wellicht ‘afgekeken’ van de Tempel van Vespasianus en Titus en de Tempel van Antoninus en Faustina, waarop ook dit soort instrumenten, maar dan voor bij het offeren, staan afgebeeld. Ook hier paste Bramante dus op een oude manier een klassiek element, namelijk het fries, toe op de bouw van een kerk.
Tussen de cella en de koepel bindt zich een tussenstuk, een tamboer. Dit is ook een nieuw element voor de peripteros-vorm. De lijnen van de zuilen worden hierin voortgezet door pilasters, dunne rechthoekige ‘uitsteeksels’ in de muren. Ook in de tamboer zitten schelpvormige en rechthoekige nissen. Boven de zuilen bevindt zich een balustrade.
De koepel heeft de vorm van een halve bol, en hierbovenop staat een met reliëf versierde lantaarn.
Door de verschillen in steensoorten zijn er contrasten in kleuren. Het gebouw bestaat voor het grootste deel uit taankleurig travertijn. De granieten zuilen zijn grijs, en de kapitelen, bases van de zuilen en balustrades van spierwit marmer.

## Verhoudingen

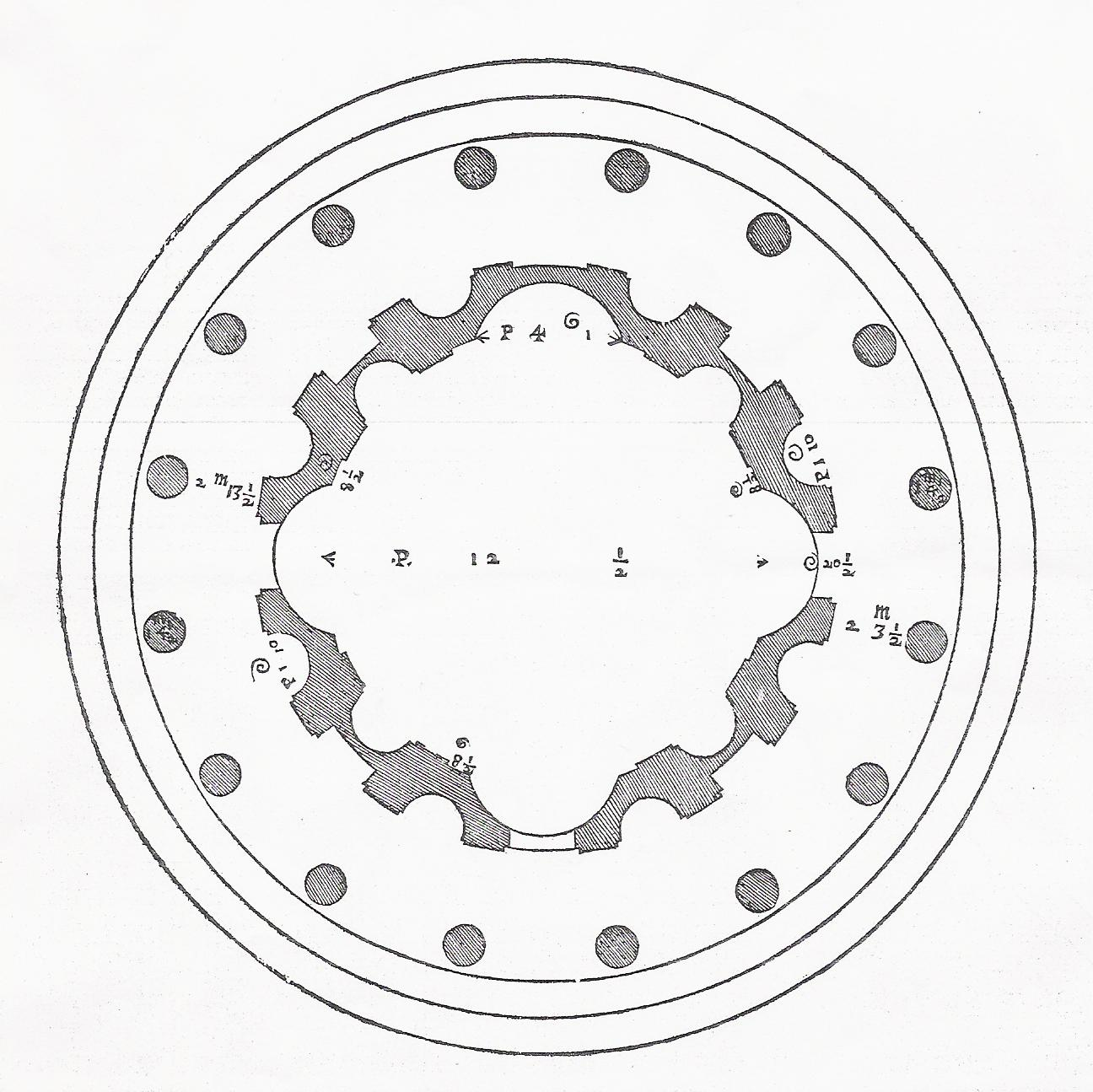
Plattegrond. Houtsnede door Palladio, uit I quattri libri dell’architettura (1570)

De verhoudingen kloppen, als men op de tekeningen van Palladio af gaat, niet helemaal met Vitruvius’ voorschriften. De zuilen zouden even hoog moeten zijn als de cella breed, en de afstand tussen de rand van de stylobaat en de muur van de cella zou een vijfde moeten zijn van de diameter van de stylobaat, maar hier heeft Bramante zich niet aan gehouden. Ook is het hele gebouw volgens Sebastiano Serlio (die het Tempietto in 1545 beschreef in zijn Regole generali di Architettura) te hoog, omdat het net iets hoger is dan twee keer zijn breedte. Dit vindt Serlio echter geen ramp, omdat het gebouw door de openingen van de vensters en nissen en de dubbele rand lager lijkt dan het in werkelijkheid is.
Daarentegen zijn andere verhoudingen wel volmaakt, zoals gebruikelijk bij renaissancegebouwen. Zo is de breedte van het peristylium of de zuilenrij (negen meter) gelijk aan de hoogte van de middelste cilinder (de cella en de tamboer). De afstand tussen de zuilen, als je die vanaf het middelpunt van de zuilen meet, is vier keer zo groot als de diameter van elke zuil, en de afstand tot de muur bedraagt twee keer de diameter.

## Interieur
De cella is van buiten rond, maar aan de binnenkant zitten vier inhammen in de muur (waarvan in drie een deur zit), waardoor een soort afgeronde Griekse kruisvorm ontstaat. Deze vorm, een plus-vorm met vier even lange armen, werd in de renaissance als ideaal beschouwd. In de nis tegenover de ingang, boven het altaar, staat een beeld van Petrus met sleutels in zijn hand, waarmee hij meestal wordt afgebeeld. Dan zijn er tussen de vier ‘grote’ inhammen vier kleinere nissen, met beelden van de vier evangelisten met hun attributen: Johannes met een adelaar, Lucas met een stier, Marcus met een leeuw en Matteüs met een mens. Op het altaar is een reliëf waarop te zien is hoe Petrus ondersteboven wordt gekruisigd.
De vloer van de cella is ingelegd met mozaïeken. In het midden bevindt zich een gat waardoor men in de crypte kan kijken, onder de cella.
Daar komt men langs de trap aan de achterkant van het tempeltje. Met een gat in de grond is hier de plaats aangegeven waar Petrus precies zou zijn gekruisigd, en er staat een altaar met een beeld van Petrus, vermoedelijk afkomstig uit Lombardije.
Op een steen in de crypte staat de inscriptie: SACELLUM APOSTOLOR. PRINCI. MARTIRIO. SACRUM. FERDINAND. HISPAN. REX ET. HELISABE. REGINA. CATHOLICI. POST. ERECTAM. AB. EIS. AEDEM. POSS. AN. SAL. KRIANE. M.D.II. Hieruit kan men opmaken dat het tempeltje inderdaad als martyrium bedoeld is (‘heilige kapel voor het martelaarschap van de voornaamste der apostelen’), dat het is opgericht door de Spaanse katholieke koning Ferdinand en koningin Isabella, en dat de inscriptie uit 1502 komt.

## Datering
Het jaartal 1502 in de inscriptie slaat op de voltooiing van de bouw, die rond 1500 begon. Het is gebouwd in een meer geavanceerde stijl dan de Santa Maria della Pace, dat Bramante in 1504 in zijn oudere, Milanese stijl voltooid had. Volgens sommigen zou het Tempietto pas rond 1510 zijn gebouwd, ook omdat het in een reisgids uit 1509 niet wordt genoemd bij de beschrijving van de San Pietro in Montorio. Dat lijkt echter weer niet te kloppen met de bouw van de Sint Pieter, waarmee Bramante in 1506 al begonnen was en waarvan het plan geïnspireerd was door het tempeltje. Waarschijnlijk slaat het jaartal in de inscriptie dus op de fundering, en is de rest enkele jaren later, rond 1505, gebouwd.
Er staan twee inscripties in het gebouw die duiden op grote renoveringen. De eerste was in 1605, waarbij de hele koepel vervangen is door de huidige. De originele koepel was waarschijnlijk eenvoudiger, misschien bedekt met dakpannen en er stond een andere, kleinere lantaarn op. Verder zijn er enkele onopvallende details veranderd. De andere inscriptie gaat om een restauratie uit 1804.

## Locatie

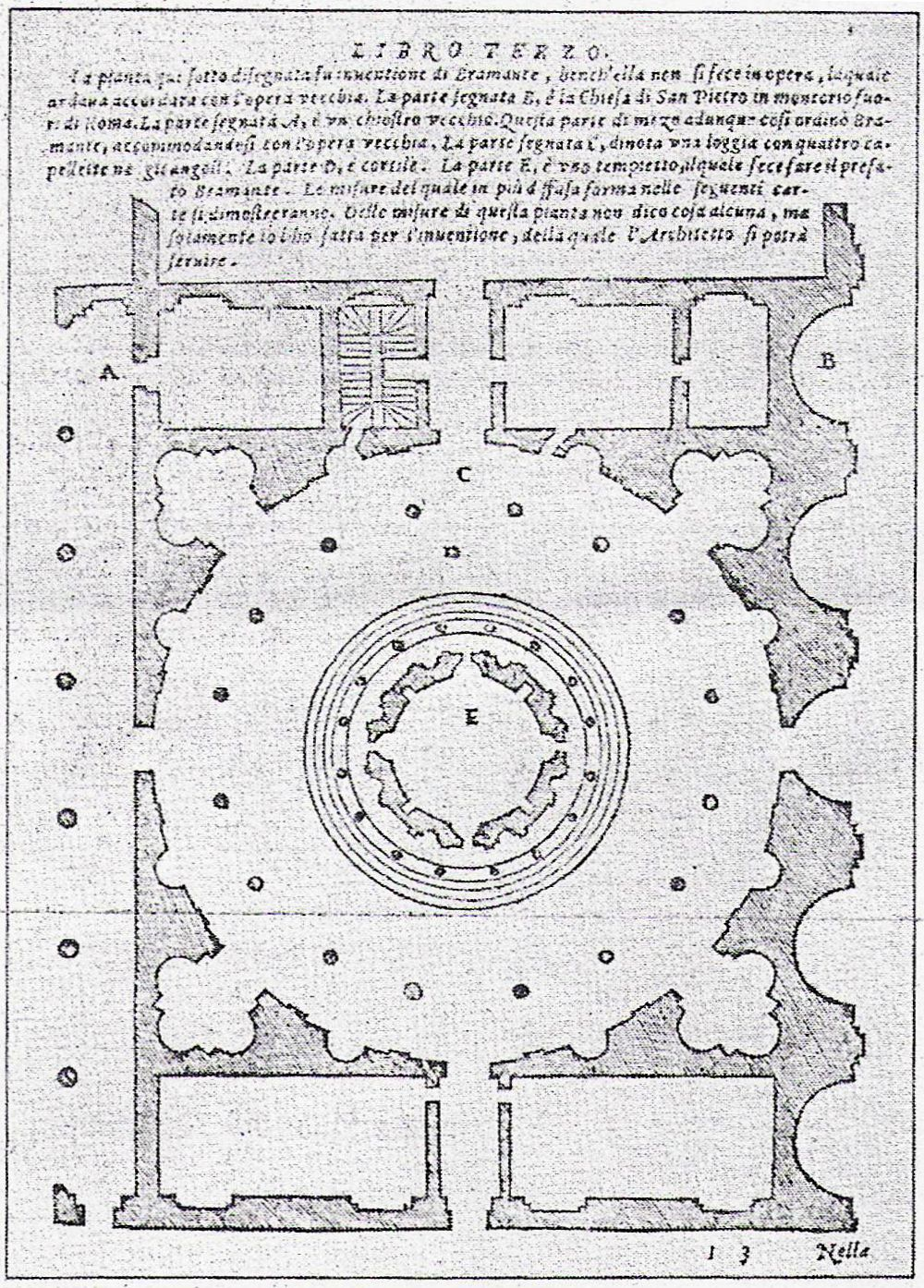
Plattegrond door Serlio die het oorspronkelijke plan voor het Tempietto toont.

Het Tempietto op de binnenplaats van het klooster bij de San Pietro in Montorio, een vijftiende-eeuwse kerk, en is te bereiken via het ernaast gelegen Spaans cultureel centrum, alwaar ook een kleine expositieruimte eraan is gewijd. Van buiten kan je het achter een traliewerk verscholen zien. De naam ‘Montorio’ komt van een andere Latijnse naam voor deze heuvel, Mons Aureus (‘gouden berg’), die verwijst naar het glimmende gele zand dat er vroeger op lag.
De keuze voor deze locatie berust op een verkeerde interpretatie van de woorden inter duas metas (‘tussen twee metae’) uit de Handelingen van Petrus. Metae waren obelisk- of piramidevormige pilaren aan de beide uiteinden van de spina, het middengedeelte van een circus. Men dacht dat het ging om de plek tussen de piramide van Cestius en een obelisk in de buurt van het Vaticaan, en kwam uit op de top van de Janiculum. Later bleek het te gaan om de eindpalen in het circus van Nero, bij de huidige Sint Pieter, en Petrus zou dus ergens op de spina van dat circus zijn gekruisigd.
Het was oorspronkelijk de bedoeling dat het Tempietto op een cirkelvormige binnenplaats met vier kleine kapellen kwam te staan, omringd door een extra cirkelvormige rij zuilen. Hierdoor zou het tempeltje een geheel vormen met de omgeving. Voor dit plan was echter te weinig ruimte. Ook zou het kunnen zijn dat Bramante hier geen tijd meer voor had, omdat hij andere, veel grotere opdrachten kreeg. Nu staat het Tempietto geïsoleerd op een binnenplaats die er eigenlijk te klein voor is en er niet bij past.

## Voorbeelden
Behalve op de boeken van Vitruvius baseerde Bramante zich natuurlijk vooral op de klassieke gebouwen, die in Rome voldoende aanwezig zijn. Een bekende peripteros is de Tempel van Hercules Invictus bij het Forum Boarium. Het Tempietto komt nog het meest overeen met de Tempel van Vesta in Tivoli, uit ongeveer 180 voor Christus. Dit was een echte peripteros, en volgens Palladio heeft hier ook een koepel op gestaan.
Ook moet Bramante naar andere martyria hebben gekeken, en naar cilindervormige kerken zoals de Santa Constanza in Rome.
Sant'Agnese fuori le mura · 
Sant'Agnese in Agone · 
Sant'Agostino · 
Sant'Alberto Magno · 
Basilica di Santa Anastasia · 
Sant'Andrea al Quirinale · 
Sant'Andrea delle Fratte · 
Sant'Andrea della Valle · 
Sant'Andrea in Via Flaminia · 
Sant'Angela Merici · 
Santi Angeli Custodi a Città Giardino · 
Sant'Anselmo all'Aventino · 
Sant'Antonio da Padova all'Esquilino · 
Sant'Antonio da Padova in Via Tuscolana · 
Sant’Antonio di Padova a Circonvallazione Appia · 
Sant'Antonio in Campo Marzio · 
Sant'Apollinare alle Terme Neroniane-Alessandrine · 
Sant'Atanasio · 
Sant'Atanasio a Via Tiburtina · 
Santi Aquila e Priscilla · 
Santa Balbina · 
San Bernardo alle Terme · 
Santi Bonifacio e Alessio · 
San Callisto · 
San Camillo de Lellis · 
San Carlo ai Catinari · 
San Carlo al Corso · 
Basiliek van Santa Cecilia in Trastevere · 
San Cesareo in Palatio · 
Santa Chiara a Vigna Clara · 
San Clemente · 
San Corbiniano · 
Santi Cosma e Damiano in Via Sacra · 
San Crisogono · 
Santa Croce in Gerusalemme · 
Santa Croce in Via Flaminia · 
Sacro Cuore di Cristo Re · 
Sacro Cuore di Gesù · 
Sacro Cuore di Gesù agonizzante a Vitinia · 
Dio Padre Misericordioso · 
Santi XII Apostoli · 
San Domenico di Guzman · 
Santi Domenico e Sisto · 
Sant'Elena fuori Porta Prenestina · 
Sant'Eligio dei Ferrari · 
Sant'Emerenziana a Tor Fiorenza · 
Sant'Eugenio · 
Sant'Eusebio · 
Santi Fabiano e Venanzio a Villa Fiorelli · 
San Felice da Cantalice a Centocelle · 
Santa Francesca Romana · 
San Francesco a Ripa · 
San Francesco di Paola ai Monti · 
Friezenkerk · 
San Frumenzio ai Prati Fiscali · 
Il Gesù · 
Gesù Divino Lavoratore · 
San Giacomo in Augusta · 
San Gioacchino ai Prati di Castello · 
Santi Gioacchino e Anna al Tuscolano · 
San Giovanni a Porta Latina · 
San Giovanni Bosco in via Tuscolana · 
San Giovanni Crisostomo a Monte Sacro Alto · 
San Giovanni dei Fiorentini · 
Santi Giovanni e Paolo · 
Santi Giovanni Evangelista e Petronio · 
San Giovanni Maria Vianney · 
San Girolamo dei Croati · 
San Giuliano Martire · 
San Giustino · 
Gran Madre di Dio · 
San Gregorio Magno al Celio · 
San Gregorio Magno alla Magliana Nuova · 
San Gregorio VII · 
Sant'Ignazio · 
Sint-Jan van Lateranen · 
Sint-Juliaan-der-Vlamingen · 
San Leonardo da Porto Maurizio · 
San Leone I · 
San Liborio · 
San Lorenzo in Damaso ·  
San Lorenzo in Lucina · 
San Lorenzo in Panisperna · 
San Luca a Via Prenestina · 
San Luigi dei Francesi · 
Santuario della Madonna del Divino Amore · 
Madonna dell'Archetto - 
Santi Marcellino e Pietro · 
San Marcello al Corso · 
San Marco · 
Santa Maria ai Monti · 
Santa Maria Ausiliatrice in Via Tuscolana · 
Santa Maria Consolatrice al Tiburtino · 
Santa Maria degli Angeli e dei Martiri · 
Santa Maria dei Miracoli en Santa Maria in Montesanto · 
Santa Maria dell'Anima · 
Santa Maria della Pace · 
Santa Maria della Salute a Primavalle · 
Santa Maria della Scala · 
Santa Maria della Vittoria · 
Santa Maria delle Grazie a Via Trionfale · 
Santa Maria del Popolo · 
Santa Maria del Suffragio · 
Santa Maria di Monserrato · 
Santa Maria Domenica Mazzarello · 
Santa Maria Goretti · 
Santa Maria Immacolata a Grottarossa · 
Santa Maria in Aquiro · 
Santa Maria in Aracoeli · 
Santa Maria in Campitelli · 
Santa Maria in Cappella · 
Santa Maria in Domnica · 
Santa Maria in Transpontina · 
Santa Maria in Trastevere · 
Santa Maria in Trivio · 
Santa Maria in Vallicella · 
Santa Maria in Via · 
Santa Maria in Via Lata · 
Santa Maria Liberatrice a Monte Testaccio · 
Santa Maria Madre della Providenza a Monte Verde · 
Santa Maria Madre del Redentore a Tor Bella Monaca · 
Basiliek van Santa Maria Maggiore · 
Santa Maria Regina degli Apostoli alla Montagnola · 
Santa Maria Regina Mundi a Torre Spaccata · 
Santa Maria sopra Minerva · 
Santa Beata Maria Vergine Addolorata a piazza Buenos Aires · 
San Martino ai Monti · 
Natività di Nostro Signore Gesù Cristo a Via Gallia · 
Santi Nereo e Achilleo · 
San Nicola in Carcere · 
Santissimo Nome di Maria al Foro Traiano · 
Nostra Signora del Sacro Cuore · 
Ognissanti in Via Appia Nuova · 
Sant'Onofrio · 
Sint-Pancratiusbasiliek · 
Pantheon (Rome) · 
San Patrizio ·
Sint-Anna in Lateranen ·
Sint-Paulus buiten de Muren · 
Sint-Pietersbasiliek · 
Santi Pietro e Paolo a Via Ostiense · 
San Pietro in Montorio · 
San Pietro in Vincoli · 
Santa Prassede · 
Preziosissimo Sangue di Nostro Signore Gesù Cristo · 
Santa Prisca · 
Santa Pudenziana · 
Santi Quattro Coronati · 
Santi Quirico e Giulitta · 
Santissimo Redentore e Sant'Alfonso in Via Merulana · 
Santa Sabina · 
San Salvatore in Lauro · 
Sint-Sebastiaan buiten de Muren · 
San Silvestro in Capite · 
Santi Simone e Giuda Taddeo a Torre Angela · 
Sixtijnse Kapel · 
Santa Sofia a Via Boccea · 
Santa Susanna · 
Tempietto van San Pietro in Montorio · 
Santa Teresa al Corso d’Italia · 
Trinità dei Monti · 
Sant’Ugo · 
Beata Vergine Maria del Monte Carmelo a Mostacciano · 
Basilica di San Vitale